# Virreinato del Brasil
El virreinato del Brasil fue la implementación de la figura administrativa de virreinato en la colonia portuguesa del Brasil, principalmente como resultado del expansionismo de la capitanía de San Vicente (el actual estado de São Paulo), tratando así de aliviar su pobreza al penetrar el interior del país en busca de esclavos indios, metales valiosos y piedras preciosas. El virreinato se limitaba a las regiones del sur, centro-oeste y del sudeste de Brasil.

## Historia
Brasil se convirtió oficialmente en un virreinato en torno a 1763, cuando la capital del Estado del Brasil fue transferida de Salvador de Bahía a Río de Janeiro. En 1775, todos los estados brasileños (Brasil, Maranhão y Gran Pará) se unificaron en el virreinato de Brasil, con Río de Janeiro como capital.
Aunque no es conocida medida legislativa alguna que eleve el Brasil a virreinato, normalmente esta situación de la colonia se asocia con el momento en el cual se le dio el título de virrey al máximo representante de la Corona en ese territorio. Sin embargo, su ubicación temporal no es unánime entre los historiadores, con dos corrientes que, basándose en diferentes argumentos, dan barreras cronológicas distintas.
La primera de estas corrientes considera como fechas válidas para este periodo los años 1720 a 1808, y se basa en la concesión continua de título de virrey al más alto representante real de la colonia. Este título fue concedido con anterioridad, desde 1640 en adelante, sin embargo, de forma esporádica. La otra corriente considera los años 1763 a 1808, y se basa en una mayor delegación de poderes, en particular en el ámbito militar, debido a la nueva situación internacional.
Lo cierto es que la fuerza impulsora de la administración fue el entonces pequeño pueblo de São Paulo dos Campos de Piratininga, y se hizo su capital São Sebastião do Rio de Janeiro, como resultado de la guerra de los Emboabas contra los recién llegados colonos portugueses desde la capitanía de la Bahía de Todos los Santos, y el consiguiente desplazamiento de la producción económica de oro a las Minas dos Matos Gerais; Río de Janeiro fue el puerto desde donde el oro era enviado a Portugal, y en consecuencia el punto de contacto entre la metrópoli y la colonia.